# Seinsheim
Pour les articles homonymes, voir Palais Seinsheim.
Seinsheim (anciennement orthographié Seintzheim) est une commune de Bavière (Allemagne), située dans l'arrondissement de Kitzingen, dans le district de Basse-Franconie.

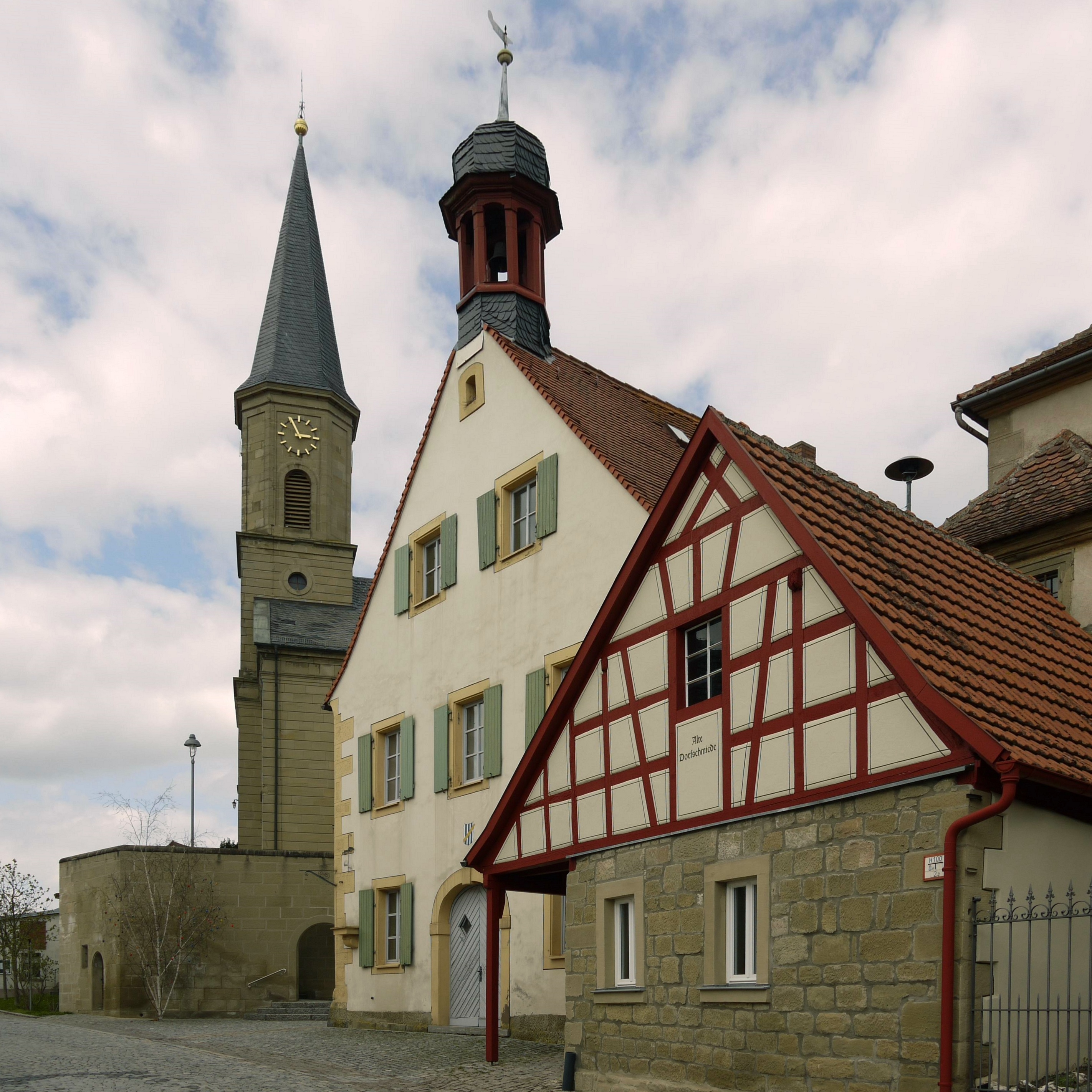
Seinsheim.